# Sky Mali
Sky Mali è una compagnia aerea del Mali. È stata fondata nel 2019 con fondi privati e ha iniziato le sue attività nel 2020 nel mezzo della pandemia di Covid-19. Con sede a Bamako con l'aeroporto Modibo Keïta-Sénou come hub, Sky Mali mira a servire i principali aeroporti del Mali e successivamente altri paesi africani, il Medio Oriente e l'Europa riprendendo così la fiaccola dell'ex compagnia nazionale maliana Air Mali.

## Storia

### Background
Con la cessazione delle operazioni da parte di Air Mali, dal 2012 al 2020 non vi è stato alcun servizio aereo di linea all'interno dello stato. Con il sostegno del Gruppo Al Sayegh di Abu Dhabi, Sky Mali è stata fondata e ha iniziato le operazioni commerciali nella seconda metà del 2020.

### Sviluppo
La società ha fatto la sua prima apparizione alla fine del 2019. È stato il prodotto degli sforzi congiunti di El Hadj Baba Haidara (poi diventato CEO) e della holding di investimenti degli Emirati "Al Sayegh Group".
La compagnia ha ricevuto il suo primo aereo di proprietà, un Boeing 737-500, il 24 marzo 2020. Il primo volo commerciale è avvenuto il 29 settembre 2020 con destinazione la regione di Kayes. La società ha successivamente noleggiato un Embraer ERJ 145 che è arrivato il 15 settembre 2020; la società spera di acquisire altri aerei in futuro, come i Boeing 737-800 e gli ATR 72 o aerei come il Boeing 737 MAX o anche Airbus.
Dopo Kayes, Sky Mali ha iniziato gradualmente a tessere la sua rete interna con l'apertura delle linee verso Gao e Timbuktu. Prevede inoltre di aprire nuove linee in Africa, poi in Medio Oriente ed Europa.

## Identità aziendale
Sky Mali SA è una controllata al 100% di Al Sayegh Group, una holding di investimenti degli Emirati, con sede ad Abu Dhabi. Altri investitori privati e forse il governo del Mali potrebbero diventare nel futuro investitori nella compagnia.

## Destinazioni
Al 2022, Sky Mali opera voli tra Benin, Gabon, Mali e Senegal.

## Flotta
A dicembre 2022 la flotta di Sky Mali è così composta: